# خوست (أفغانستان)
خوست هي مدينة كبيرة، تتبع مقاطعة خوست (ماتون)، هي عاصمة ولاية خوست، بلغ عدد سكانها 160,214 نسمة في 2006.

## المناخ
يظهر الجدول التالي التغييرات المناخية على مدار السنة لخوست:
| البيانات المناخية لـخوست                     | البيانات المناخية لـخوست | البيانات المناخية لـخوست | البيانات المناخية لـخوست | البيانات المناخية لـخوست | البيانات المناخية لـخوست | البيانات المناخية لـخوست | البيانات المناخية لـخوست | البيانات المناخية لـخوست | البيانات المناخية لـخوست | البيانات المناخية لـخوست | البيانات المناخية لـخوست | البيانات المناخية لـخوست | البيانات المناخية لـخوست |
| الشهر                                        | يناير                    | فبراير                   | مارس                     | أبريل                    | مايو                     | يونيو                    | يوليو                    | أغسطس                    | سبتمبر                   | أكتوبر                   | نوفمبر                   | ديسمبر                   | المعدل السنوي            |
| -------------------------------------------- | ------------------------ | ------------------------ | ------------------------ | ------------------------ | ------------------------ | ------------------------ | ------------------------ | ------------------------ | ------------------------ | ------------------------ | ------------------------ | ------------------------ | ------------------------ |
| الدرجة القصوى °م (°ف)                        | 22.1 (71.8)              | 26.9 (80.4)              | 32.3 (90.1)              | 37.0 (98.6)              | 40.2 (104.4)             | 46.4 (115.5)             | 41.5 (106.7)             | 37.8 (100.0)             | 40.0 (104.0)             | 33.2 (91.8)              | 29.0 (84.2)              | 22.0 (71.6)              | 46.4 (115.5)             |
| متوسط درجة الحرارة الكبرى °م (°ف)            | 12.7 (54.9)              | 13.8 (56.8)              | 19.1 (66.4)              | 25.1 (77.2)              | 30.3 (86.5)              | 35.4 (95.7)              | 33.6 (92.5)              | 32.3 (90.1)              | 30.5 (86.9)              | 26.4 (79.5)              | 20.1 (68.2)              | 14.8 (58.6)              | 24.5 (76.1)              |
| المتوسط اليومي °م (°ف)                       | 4.8 (40.6)               | 7.0 (44.6)               | 12.2 (54.0)              | 17.5 (63.5)              | 22.6 (72.7)              | 28.0 (82.4)              | 27.4 (81.3)              | 26.4 (79.5)              | 23.3 (73.9)              | 17.9 (64.2)              | 11.0 (51.8)              | 6.4 (43.5)               | 17.0 (62.6)              |
| متوسط درجة الحرارة الصغرى °م (°ف)            | −0.9 (30.4)              | 1.1 (34.0)               | 5.8 (42.4)               | 10.4 (50.7)              | 14.3 (57.7)              | 19.8 (67.6)              | 21.3 (70.3)              | 21.2 (70.2)              | 16.5 (61.7)              | 10.3 (50.5)              | 3.6 (38.5)               | 0.0 (32.0)               | 10.2 (50.4)              |
| أدنى درجة حرارة °م (°ف)                      | −8.5 (16.7)              | −10.4 (13.3)             | −3.3 (26.1)              | 1.0 (33.8)               | 5.4 (41.7)               | 9.5 (49.1)               | 13.3 (55.9)              | 14.6 (58.3)              | 7.2 (45.0)               | 0.0 (32.0)               | −6 (21)                  | −5.5 (22.1)              | −10.4 (13.3)             |
| الهطول مم (إنش)                              | 25.9 (1.02)              | 53.6 (2.11)              | 61.8 (2.43)              | 65.2 (2.57)              | 39.8 (1.57)              | 21.6 (0.85)              | 75.9 (2.99)              | 62.0 (2.44)              | 30.5 (1.20)              | 7.7 (0.30)               | 11.6 (0.46)              | 20.9 (0.82)              | 476.5 (18.76)            |
| متوسط أيام هطول الأمطار (≥ 1.0 mm)           | 4.1                      | 5.8                      | 9.2                      | 9.1                      | 5.7                      | 2.5                      | 7.9                      | 7.0                      | 3.6                      | 2.2                      | 2.2                      | 3.1                      | 62.4                     |
| متوسط الرطوبة النسبية (%)                    | 60                       | 62                       | 62                       | 59                       | 50                       | 46                       | 63                       | 68                       | 62                       | 56                       | 56                       | 59                       | 59                       |
| ساعات سطوع الشمس الشهرية                     | 198.4                    | 183.6                    | 207.7                    | 234.0                    | 291.4                    | 285.0                    | 251.1                    | 248.0                    | 270.0                    | 251.1                    | 243.0                    | 176.7                    | 2٬840                    |
| المصدر #1: NOAA (1972-1983)                  |                          |                          |                          |                          |                          |                          |                          |                          |                          |                          |                          |                          |                          |
| المصدر #2: (sunshine and precipitation days) |                          |                          |                          |                          |                          |                          |                          |                          |                          |                          |                          |                          |                          |

## أعلام
- نور علي
- همام البلوي